# Confrérie Pictura

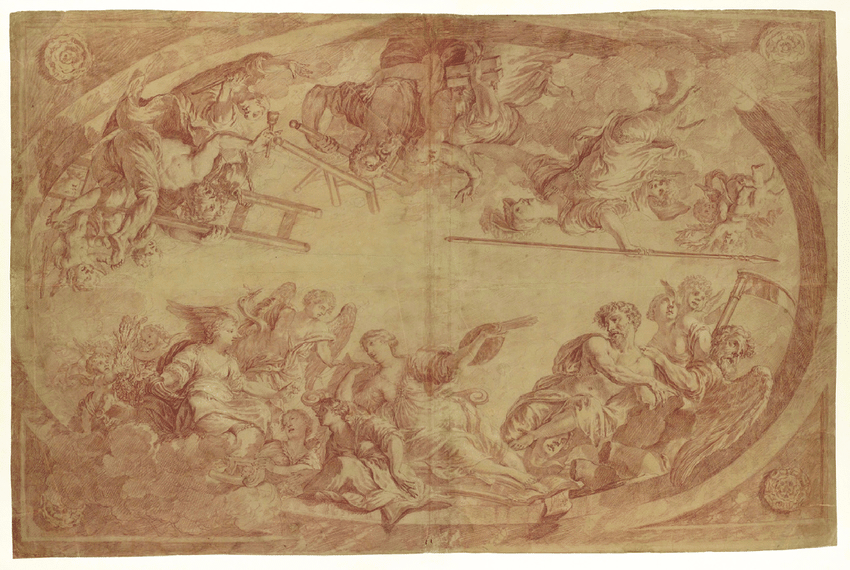
Mattheus Terwesten (after Willem Doudijns), Alegoría sobre la separación de los pintores con el Gremio de San Lucas de La Haya, 1686-1691.

La Confrérie Pictura fue una sociedad de artistas fundada en 1656 en La Haya (Países Bajos) por pintores locales que no estaban satisfechos con el Gremio de San Lucas establecido en su ciudad.

## Historia
El Gremio de San Lucas en La Haya ya existía en el siglo XV y, como la mayoría de las grandes ciudades holandesas, los artistas estaban agrupados en gremios junto con pintores decorativos, vidrieros, libreros y otros artesanos. En aquellos días, los gremios estaban representados en iglesias con sus propios altares, y en el caso del gremio de pintores, eran patrocinados por la iglesia. Después de la Reforma Protestante, todo esto cambió y las iglesias ya no formaban parte de la vida del gremio. La escasa demanda de los retablos religiosos redujo los encargos eclesiásticos, lo que obligó a los pintores a buscar nuevos espacios de exposición y venta en el ámbito civil. Además, con la afluencia de pintores talentosos en las ciudades del sur de los Países Bajos, como Amberes, los dirigentes del gremio sintieron que se necesitaban más medidas de protección. Ante tales circunstancias, el Gremio de San Lucas en La Haya parecía ya no satisfacer las necesidades de los artistas, y un grupo de pintores insatisfechos establecieron lo que se conoció como la Confrérie Pictura.
Aunado a lo anterior, bajo este escenario los artistas pintores (kunstschilders) de La Haya (fundadores de la Confrérie Pictura), vieron oportuno excluir a los pintores no académicos (kamerschilders) y artesanos de otros oficios, es decir, la creación de la Confrérie Pictura no obedecía motivos exclusivamente seculares, sino también económicos ya que los pintores querían controlar mejor su mercado y diferenciarse de los oficios "inferiores", asimismo, buscaban prestigio y distinción social frente a los kamerschilders, que eran vistos como menos cultos o refinados.

### Carta de 1656
En la ciudad de La Haya, a principios del año 1656 se habían celebrado diversas reuniones de maestros pintores que compartían la idea de separarse del entonces Gremio de San Lucas. Según consta en archivos, el 7 de septiembre de 1656, los señores Schepen van der Lis y algunos maestros pintores visitaron la casa del abogado Cornelis van Veen, pidiéndole redactar el borrador de una carta fundacional de la Confrérie. Éste acepta el encargo y procede a redactar un borrador el día 18 de septiembre del mismo año.
Para el mes de octubre de 1656, Cornelis van Veen redactó una petición formal ante las autoridades de La Haya, con la intención de que se aprobara el nuevo Confrérie-Brief. Los magistrados recibieron dicha petición y, tras su lectura, aprobaron oficialmente todos los artículos. Asimismo se convocó a 48 artistas, quienes aceptaron y aprobaron por unanimidad el contenido del documento. Los siguientes fueron los primeros miembros convocados:
- Johan van Ravesteijn
- Adriaen van de Vennen
- Antoni van Ravesteijn
- Lowys van der Queborren
- Adriaen Hanneman
- Dirck van der Lis (Schepen)
- Johan Liewitsz (Jan Lievensz)
- Isaack Mytens
- Dirck Daelentsz
- Alexander Petyt (Capitán)
- Pieter Nason
- Antoni van der Croost
- Pieter Verelst
- Joris Verhaege
- Johan Westerbaen
- Joncker La Fe
- Martinus Lengele
- Jacob van der Does
- Johan Mytens
- Abram van Beijeren
- Willem van Diest
- Carel du Gardijn
- Arent van Ravesteijn
- Pieter van der Venne
- Jan le Ducq
- Jacob Pijl
- Sybrant van Beest
- Leeilenberch (Cornelis)
- Carré
- Laurens Engelraeve
- Jan Hulster
- Hendrick Noorderwiel
- Dirck Matham
- Cornelis Mooninx
- Pieter Mooninx
- Gysbert Lybergen
- Ferdinandus Wes
- Jacobus Duyvelant
- Dirck Kraey
- Conraet Maes
- Corstiaen Coeverskhoff
- Jan Groeneweeghen
- Willem van Diest
- Jan Westerbaen
- Lucas Verstraeten
- Urbanus van Yperen
- Johannes van der Stocke
- Hendrick Sonnius

El archivista neerlandés Frederik Daniël Otto Obreen documenta al respecto:
"dat in 1656 door 'grootsmoedicheyt' de Kunstschilders uit dat gilde traden en een nieuw gilde, of liever een broederschap oprichtten onder den naam van 'Schilders-Confrerye'"
“Que en 1656, por un gesto de noble decisión, los pintores salieron del gremio y fundaron una nueva organización, o más bien una hermandad, bajo el nombre de 'Confrérie de Pintores’.”
Según Obreen, el 21 de octubre de 1656 se otorgaron oficialmente los privilegios para establecer la Confrérie. El término Confrérie-Brief (también escrito Confrerye-Brief o Gildebrief en neerlandés antiguo) se refiere al documento que establece la creación legal de la cofradía, sus reglas de admisión, el pago de derechos por parte de aprendices y maestros, y medidas para proteger el mercado local del ingreso de forasteros y artistas no autorizados. Días después, el 24 de octubre de 1656, los Magistrados de La Haya confirmaron oficialmente a los dirigentes:
- Decano: Adriaen Hanneman
- Directores: Johan Mytens, Jacob van der Does, Maerten Lengele
- Secretario: Mr. Cornelis van Veen

Es importante destacar que el pintor Adriaen Hanneman tuvo un papel central y destacado en la fundación y organización de la Confrérie Pictura durante los años 1656–1657. Su participación no sólo fue formal, sino activa y constante, y así queda registrado en los documentos originales conservados y transcritos en el Archief voor Nederlandsche Kunstgeschiedenis, Deel IV (1881–1882). El escritor y también pintor, Jacob Campo Weyerman, escribió al respecto:
"Den eerfte Ridder van Sint Lukas, die zich in de voorhoede van het Heir der Penfeeliften vertoont, is den Konftfchilder… ADRIAAN HANNEMAN"
“El primer caballero de San Lucas, que se presenta al frente del ejército de los seguidores del pincel, es el pintor… ADRIAAN HANNEMAN”

### Primeras sesiones y consolidación institucional
El 4 de noviembre de 1656 se celebró la primera sesión oficial en casa de Adriaen Hanneman, quien sirvió como decano. Ese mismo día se solicitó una sala permanente sobre el edificio Boterwaag ubicado en el canal Prinsengracht, formalizándose la posesión el 11 de enero de 1657. La Waag o Boterwaag era un edificio municipal utilizado para pesar productos de mercado, en este caso mantequilla, de ahí su nombre, asimismo, el canal Prinsengracht era una vía comercial clave en La Haya del siglo XVII. El 25 de marzo de 1657 se determinó amueblar y decorar la sala. Además, todos los miembros debían proporcionar una pintura para la decoración, como lo estipulaba el Confrérie-Brief.
Desde su fundación, varios pintores trascendentales se dieron cita e integraron la Confrérie Pictura de La Haya entre los años 1656 hasta el siglo XVIII, entre los cuales, es posible destacar, por su talento artístico: Adriaen Hanneman (Decano fundador), Jacob van der Does, Jan Mytens, Pieter Hermansz Verelst, Jan de Baen, Melchior d´Hondecoeter, Herman Verelst, Simon Verelst, Daniel Mijtens, Jan Lievens (Johan Lievensz), Caspar Netscher, Reinier de la Haye (Rijnier La Haije), Dirck van der Lisse, Godfried Schalcken, Adriaen van de Venne, Pieter Nason, Karel Dujardin, Arnold van Ravesteyn, Johan le Ducq, Willem Doudijns, Theodor van der Schuur (Schuer), Augustinus Terwesten, Rombout Verhulst, Jan van Gool, Jan de Bisschop, Robbert Duval, Willem van Diest, Pieter Terwesten y Eglon van der Neer, entre otros. Su presencia en las reuniones muestra el núcleo intelectual y potencial creativo de la Confrérie Pictura, también ilustra su papel como eje articulador entre el arte de corte, la pintura de género y las aspiraciones académicas de los siglos XVII y XVIII en los Países Bajos. Su legado queda testimoniado tanto en obras monumentales como en el tejido institucional del arte en La Haya.

## Mujeres artistas en la Confrérie Pictura
Aunque la historia oficial de la Confrérie Pictura ha privilegiado las figuras masculinas, el manuscrito redactado por Pieter Terwesten conserva valiosas menciones de tres mujeres pintoras activas en el seno de la institución durante el siglo XVII. Estas referencias, escasas en otras fuentes, permiten un acercamiento singular al papel que algunas mujeres desempeñaron en el entorno artístico de La Haya:

### Maria Soutens
Registrada el 22 de octubre de 1657, Maria Soutens es reconocida por haber presentado a la cámara de la Confrérie una miniatura pintada por ella misma, en la que se representaba “una ratita del natural”, como lo describe Pieter Terwesten:
“een door haar geschildert Miniatuur-Stukje, waarin een Muijze naar ’t leeven aan gemelde Kamer heeft present gedaan.”
“una pequeña pintura en miniatura, en la que se representaba un ratón del natural, que fue presentada a dicha Cámara”
Este gesto no sólo la integra formalmente a la institución, sino que revela una sensibilidad artística refinada, a través de un género —la miniatura— particularmente cultivado por mujeres en la época.

### Catharina Knibbergen
Mencionada en el año 1660, Catharina Knibbergen aparece como pintora de paisajes. Según Terwesten, se habría dedicado al género paisajístico, y una de sus obras fue conocida por la Cámara de la Confrérie:
“heeft deese zich beijgerhouden met het schilderen van Landschappen, terwijl zij 1660 een door haar geschildert Landschap ter Confrerie-Kamer bekend is geweest.”
“se ocupó de la pintura de paisajes, y en 1660 fue conocida en la Cámara de la Confrérie por un paisaje pintado por ella”
Knibbergen es probablemente la misma Catharina van Knibbergen ya conocida en otras fuentes como una de las pocas mujeres activas en la pintura de paisaje durante el Siglo de Oro neerlandés

### Maria van der Laak
Finalmente, Maria van der Laak fue inscrita en 1663 como pintora de historia, una categoría especialmente elevada y rara para mujeres artistas. Se menciona que presentó una pintura de Diana o una ninfa cazadora con arco y flechas, obra que fue conocida por la Cámara de la Confrérie:
“een door haar geschilderde Diana of Jagt-Nimph met een Boog en pijlen in de Hand, ter gemelde Kamer bekend geweest.”
“una Diana o ninfa cazadora pintada por ella, con arco y flechas en la mano, fue conocida por la Cámara mencionada”
Falleció poco después. Su madre solicitó retirar su nombre en 1664. Terwesten lamentó que no existieran más datos sobre ella:
“in geene Leevens-beschrijvingen der Kunstschilders en Schilderessen eenig gewag van dezelve gemaakt wordt.”
“en ninguna biografía de pintores y pintoras se hace mención alguna de ella”
Estos datos del manuscrito de Pieter Terwesten constituyen un testimonio excepcional de la presencia femenina en la Confrérie Pictura y permiten entrever las posibilidades, limitadas pero reales, de participación de las mujeres en las estructuras institucionales del arte holandés del siglo XVII. Su rescate documental enriquece el panorama historiográfico actual y plantea nuevas preguntas sobre la inclusión, valoración y desaparición de estas voces en la historia del arte.

## Obras y galería
Según los estatutos fundacionales de la Confrérie Pictura, cada miembro debía contribuir con una pintura para la decoración del salón principal donde se reunía la cofradía. Estas obras no solo embellecían el espacio, sino que reflejaban el compromiso artístico y el sentido de pertenencia al grupo. Se presenta una selección de obras realizadas por algunos miembros, las cuales pueden dar una idea de la belleza y calidad estética que se pudo reunir en los salones de la Confrérie:

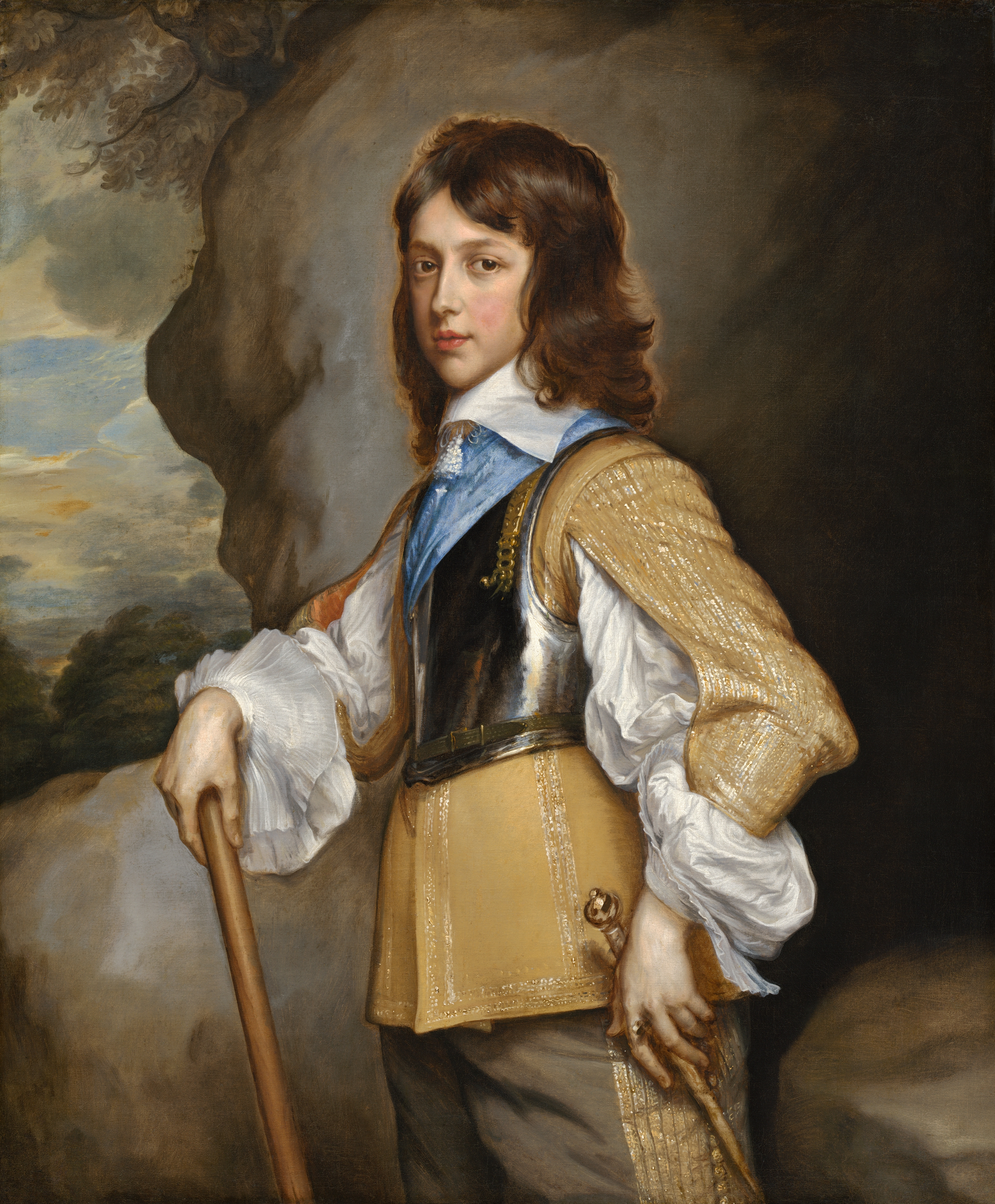
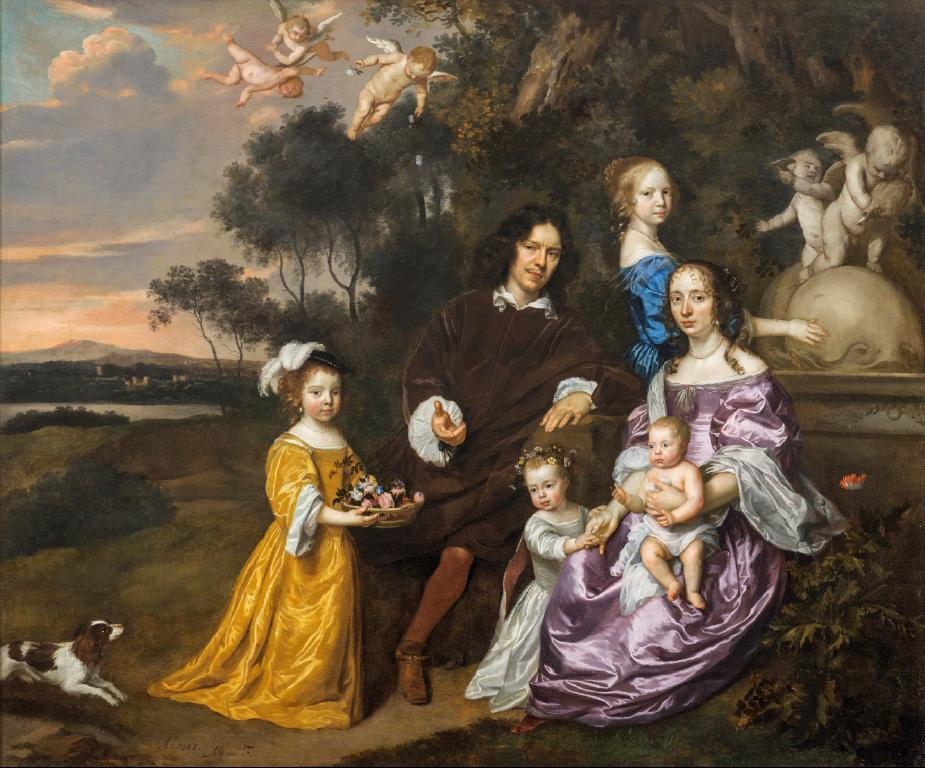
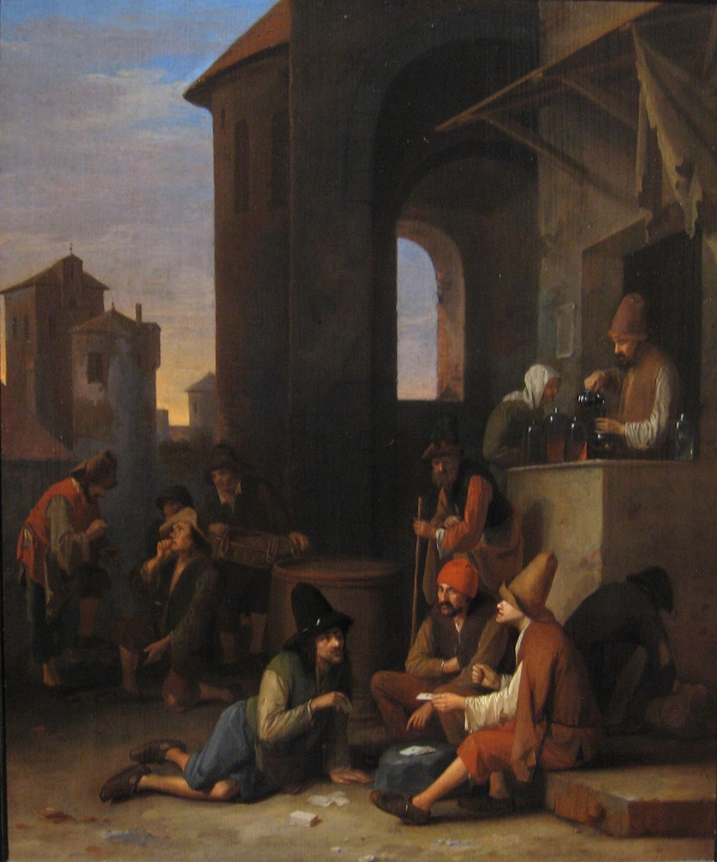
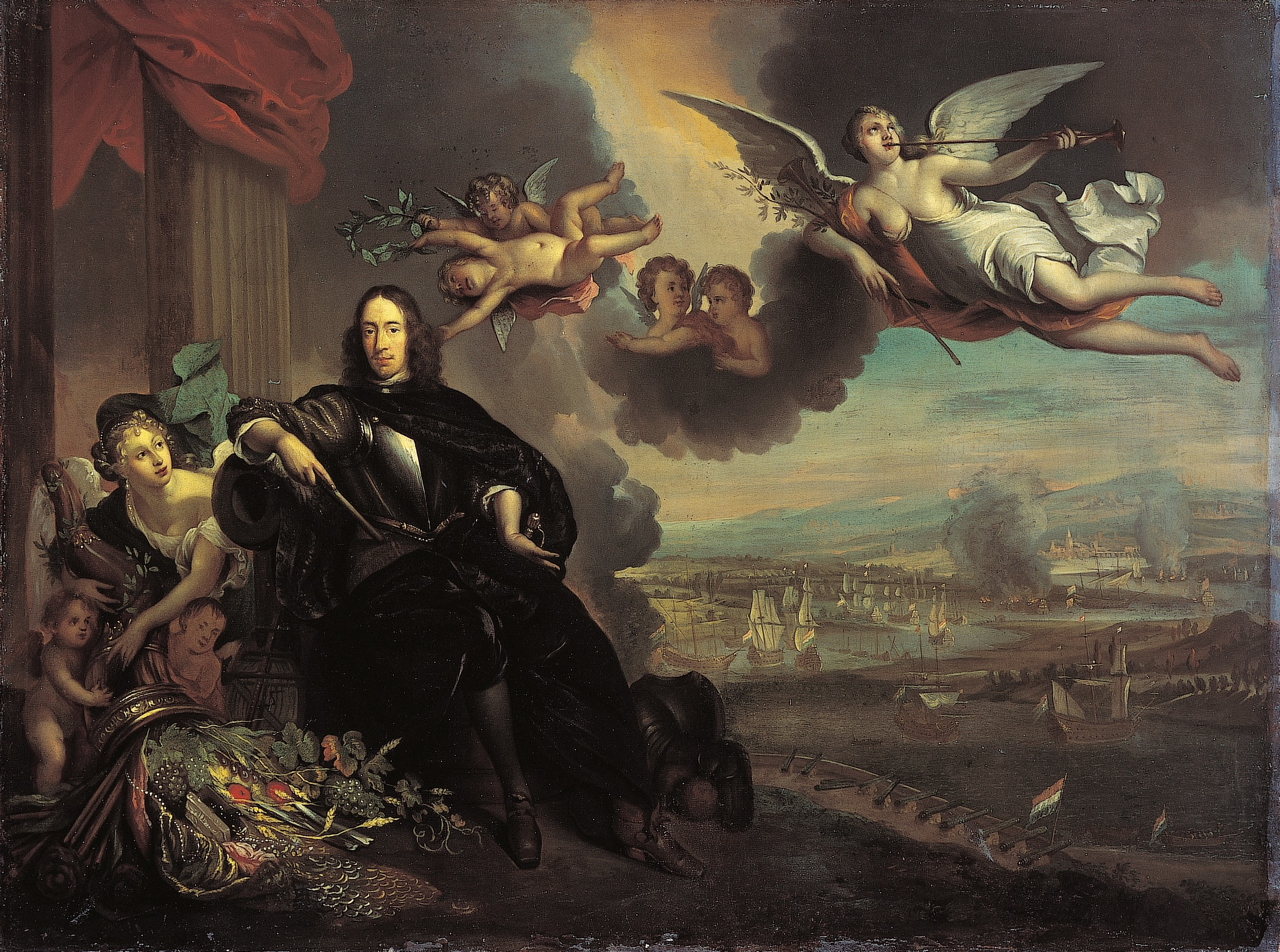
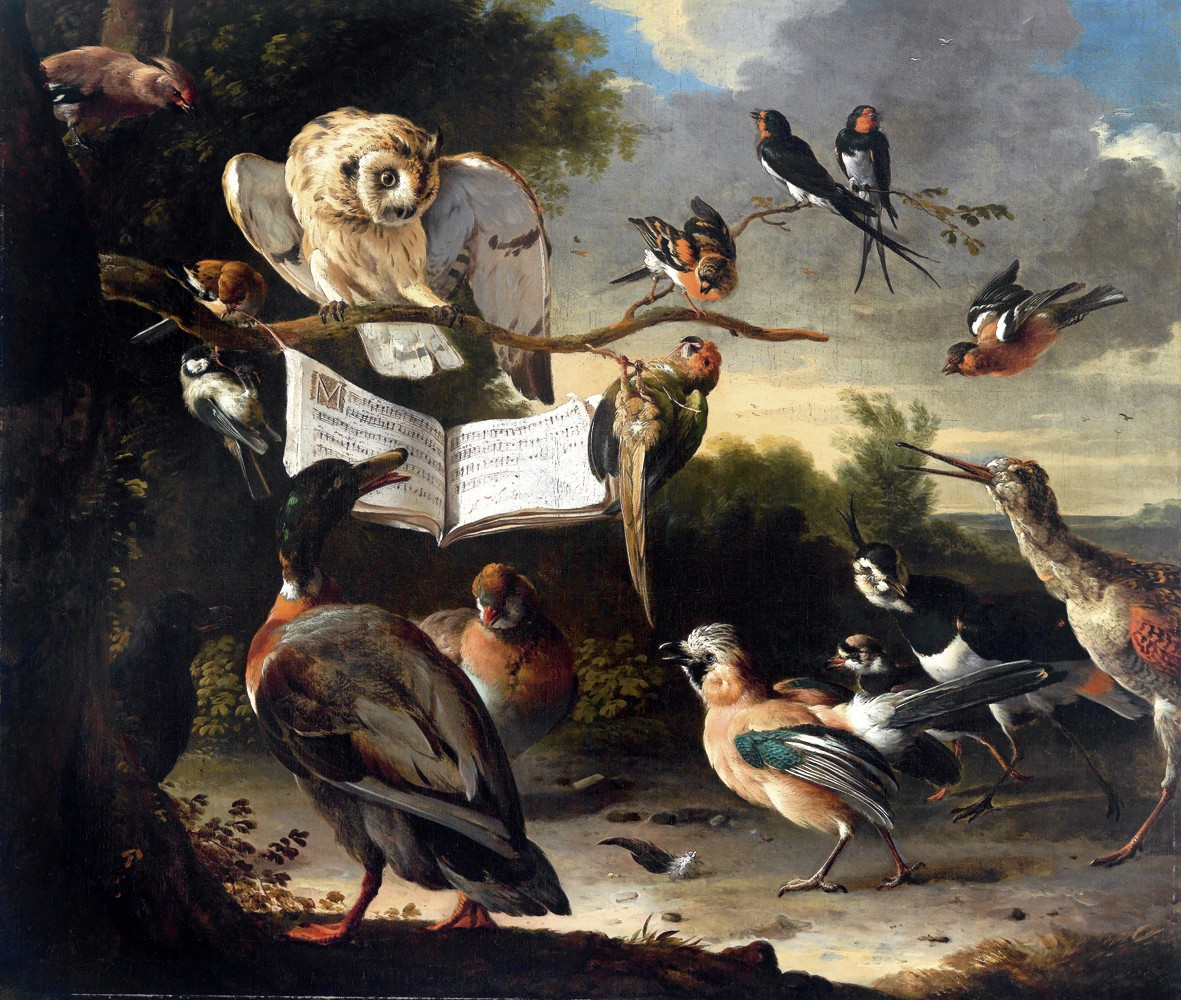
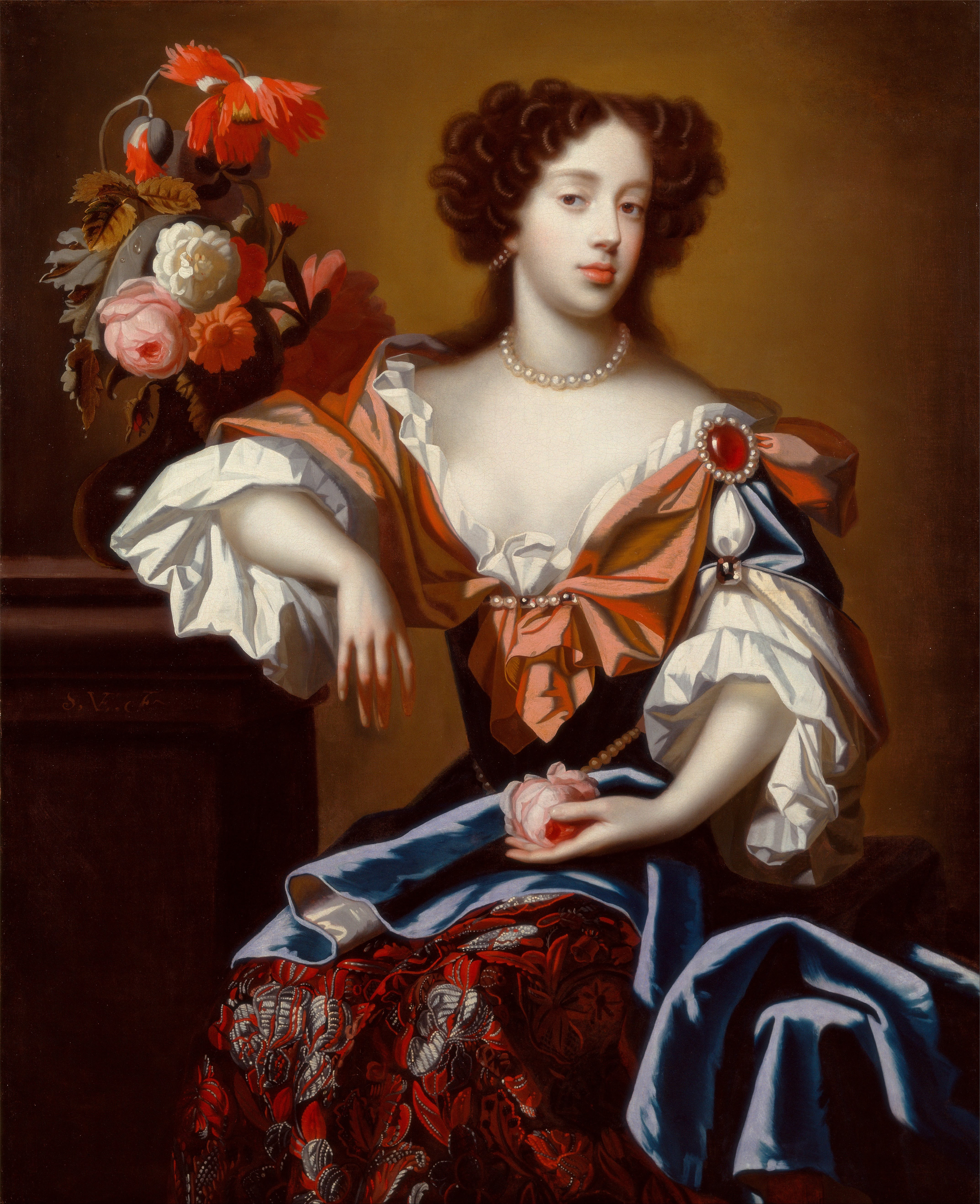
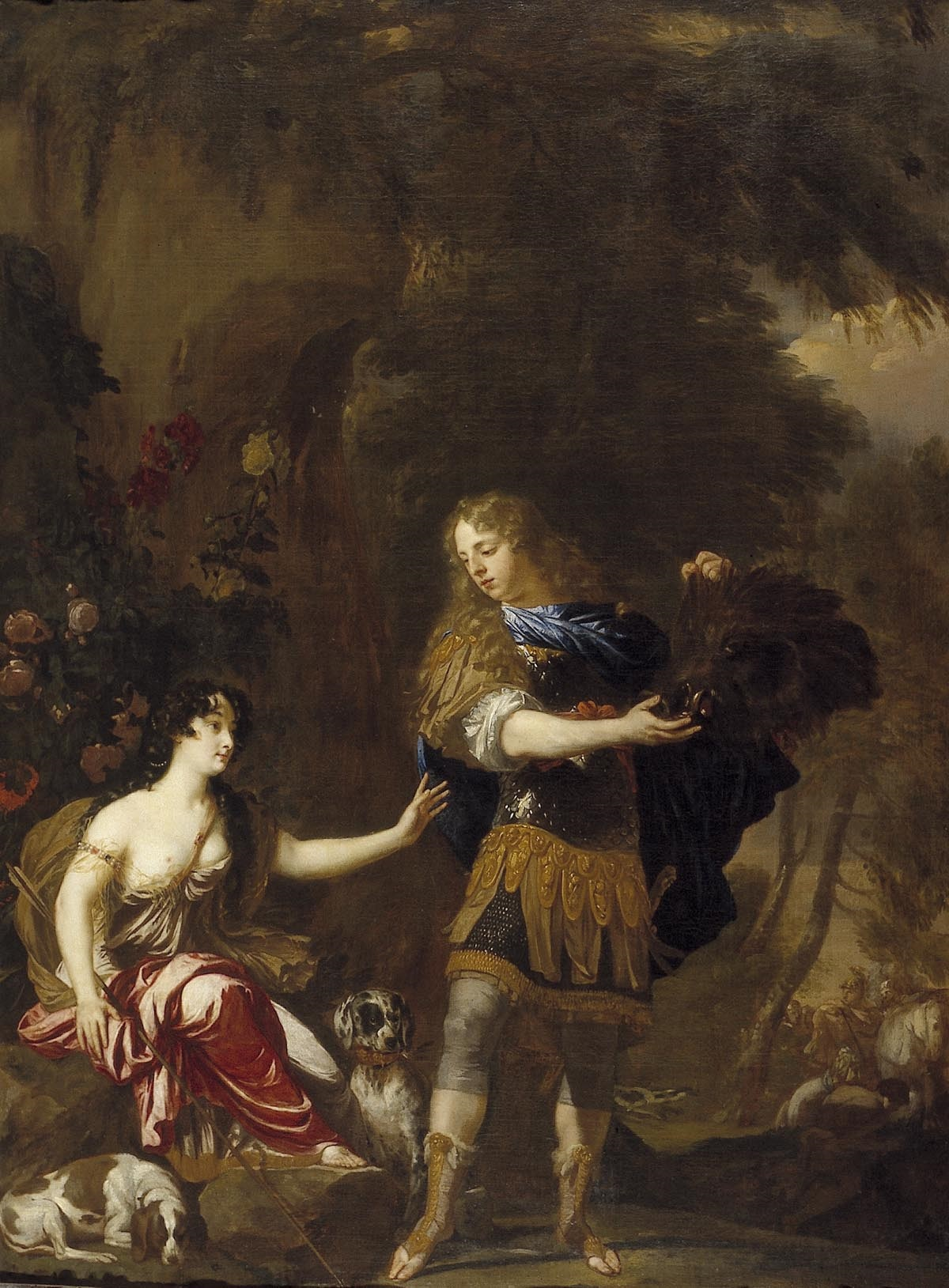
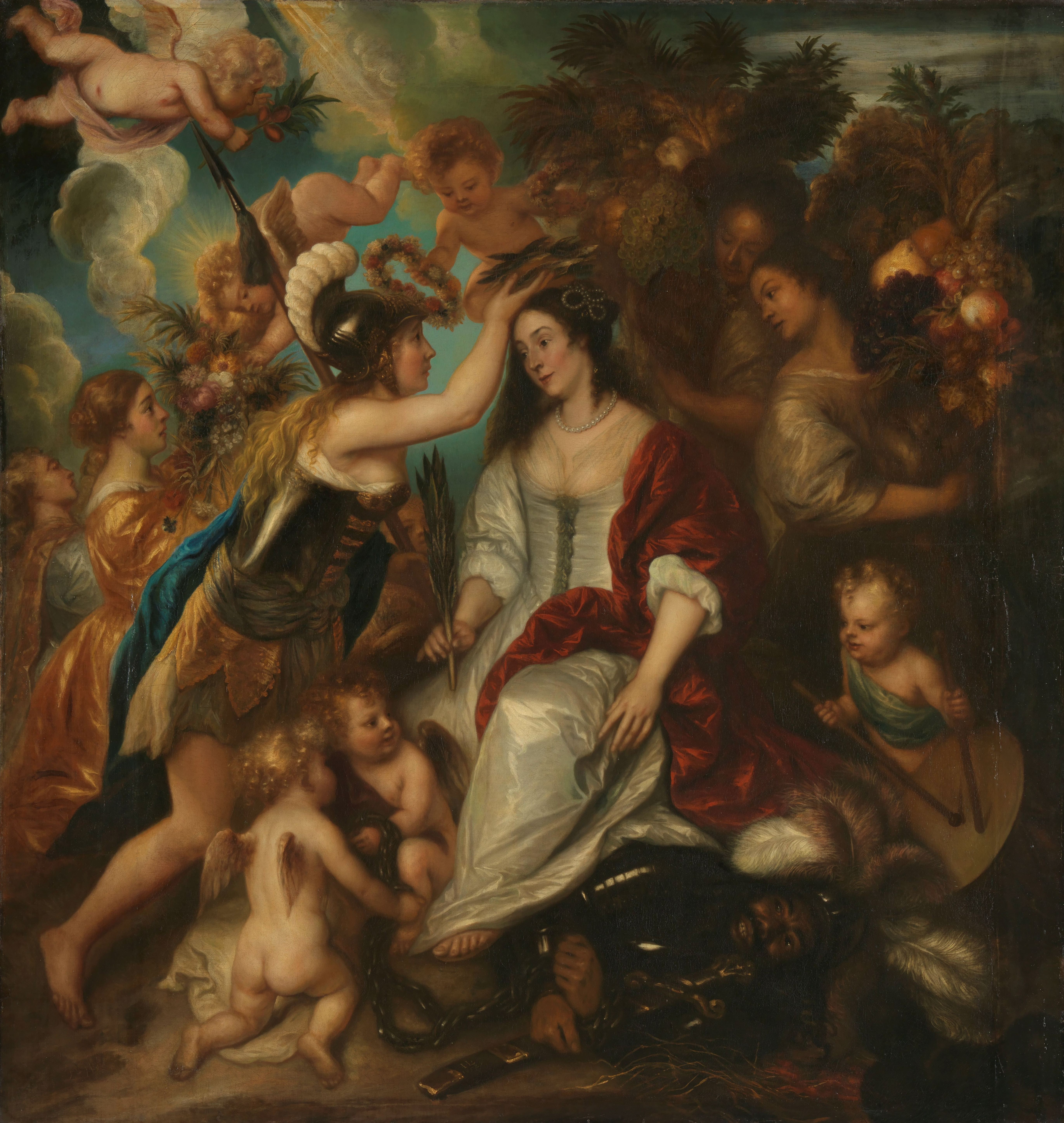
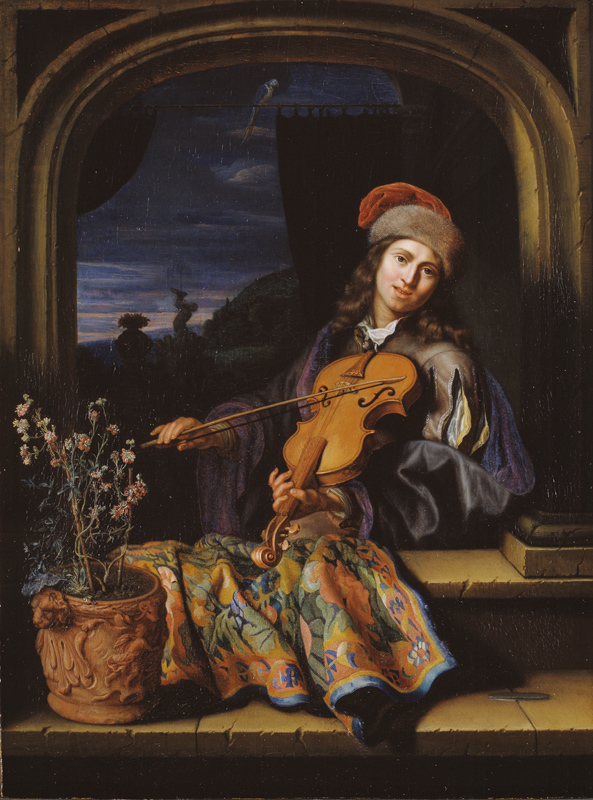
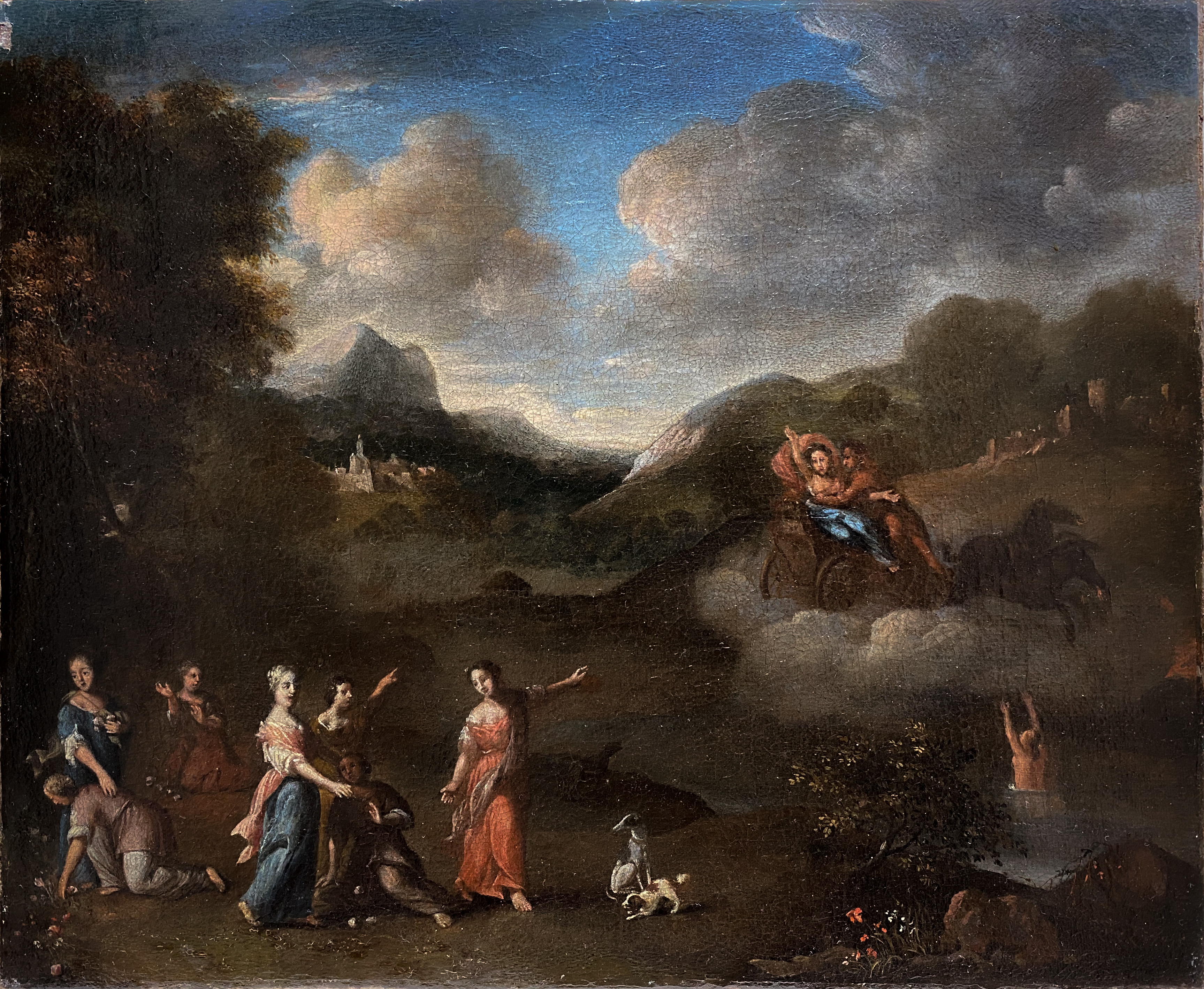
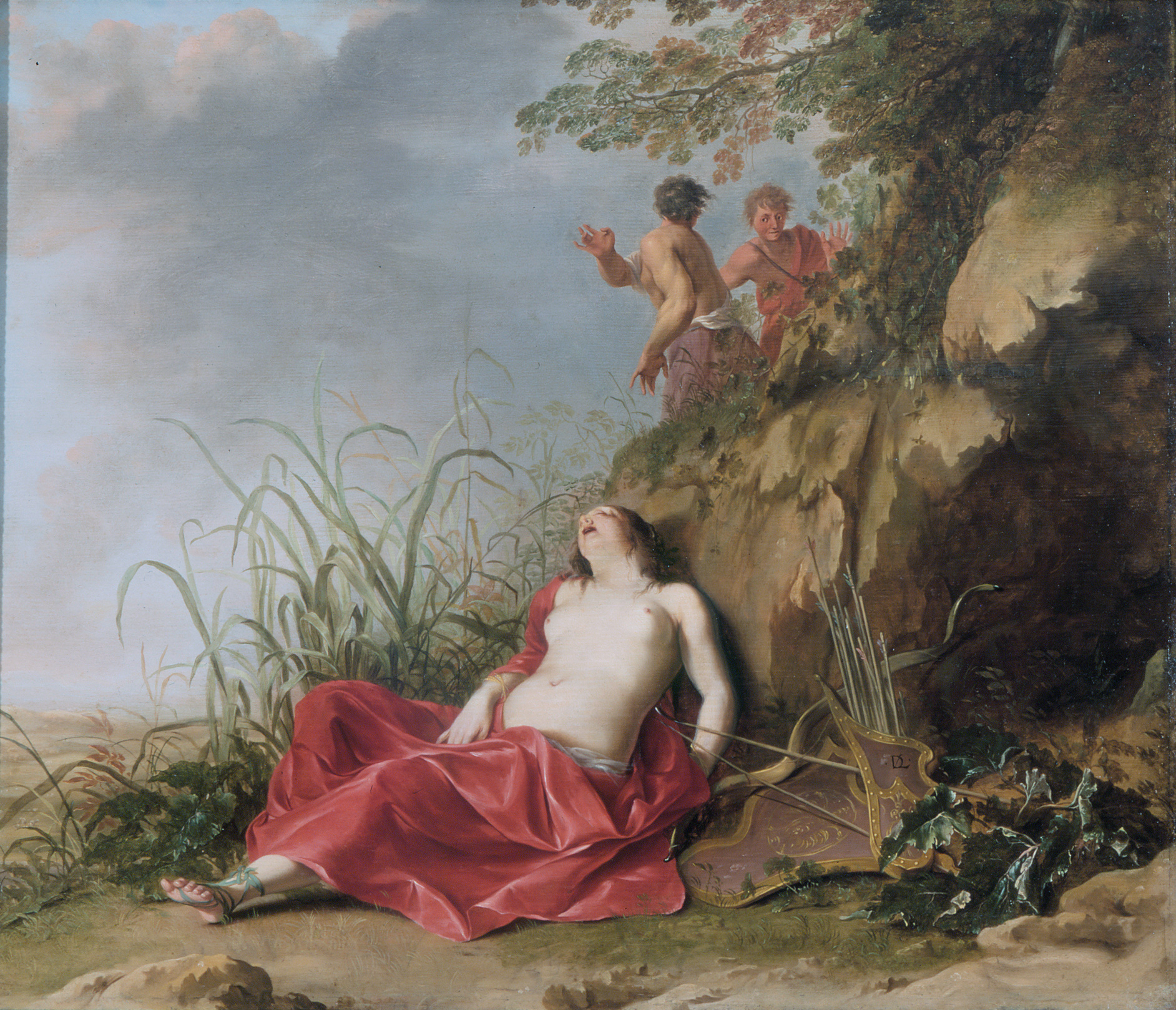
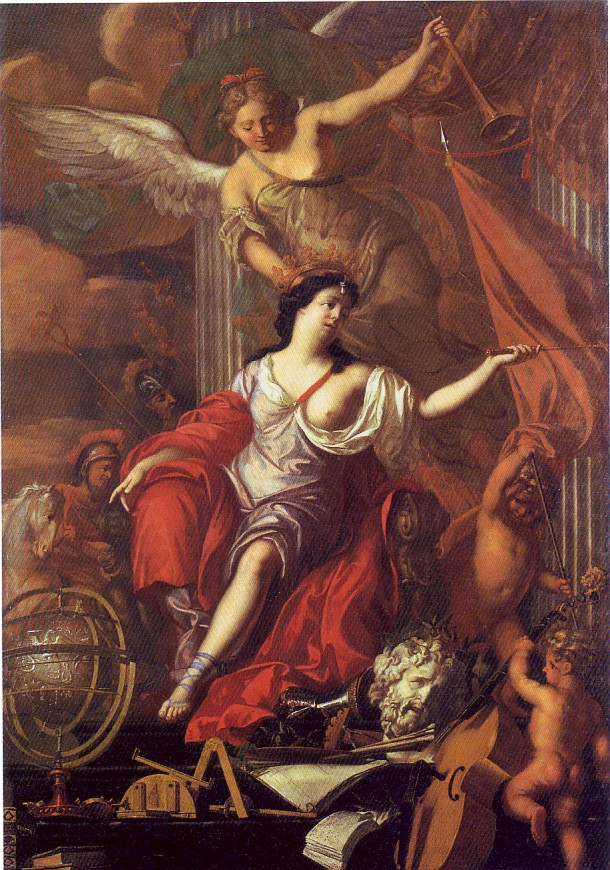